# Charles Stuart (General, 1810)
Charles Stuart (* 16. März 1810; † 7. September 1892) war ein britischer General und Politiker.
Er entstammte einer Nebenlinie des Hauses Stuart und war der einzige Sohn des Kapitäns John James Stuart (1782–1811) und der Albinia Sullivan († 1827). Sein Großvater väterlicherseits war der Lieutenant-General Sir Charles Stuart.
Er hatte das Amt des Justice of the Peace für Bute inne und wurde Deputy Lieutenant von Bute. Im Dezember 1832 wurde er für Bute ins britische House of Commons gewählt, legte dieses Mandat aber bereits im Juli 1833 nieder.
Er diente als Offizier bei der British Army, hatte 1832 den Rang eines Captains inne, stieg bis in den Rang eines Generals auf. Von 1870 bis 1881 war er Regimentschef des 46th (South Devonshire) Regiment of Foot und war von 1881 bis 1892 Colonel des 2nd Battalion, Duke of Cornwall's Light Infantry. Mit letzterem nahm er unter anderem 1882 an der Schlacht von Tel-el-Kebir teil. 
In erster Ehe heiratete er am 4. September 1839 Hon. Georgiana Stuart Gore († 1877), eine Hofdame bei Königin Adelaide und Tochter des Vice-Admiral Sir John Gore (1772–1836). In zweiter Ehe heiratete er am 24. September 1878 Louisa Gambier Murdoch. Beide Ehen blieben kinderlos.